# Kernascléden
Kernascléden (tiếng Breton: Kernaskledenn) là một xã ở tỉnh Morbihan trong vùng Bretagne tây bắc Pháp. Xã này có diện tích 9,26 km², dân số năm 1999 là 335 người. Khu vực này có độ cao từ 89-163 mét trên mực nước biển.
Cư dân của Kernascléden danh xưng trong tiếng Pháp là Kernascléens hoặc Kernasclédenois.